# Cratiria rutilantoides
Cratiria rutilantoides är en lavart som beskrevs av Marbach 2000. Cratiria rutilantoides ingår i släktet Cratiria och familjen Caliciaceae.   Inga underarter finns listade i Catalogue of Life.